# Луций Егий Марул
Луций Егий Марул (на латински: Lucius Eggius Marullus) e политик и сенатор на Римската империя през края на 1 и началото на 2 век.
Фамилията му произлиза от Aeclanum в Самниум. През 111 г. той е суфектконсул заедно с Тит Авидий Квиет.
Неговият внук Луций Косоний Егий Марул е консул през 184 г. 